# Acquin-Westbécourt
Acquin-Westbécourt är en kommun i departementet Pas-de-Calais i regionen Hauts-de-France i norra Frankrike. Kommunen ligger i kantonen Lumbres som tillhör arrondissementet Saint-Omer. År 2022 hade Acquin-Westbécourt 799 invånare.

## Befolkningsutveckling
Antalet invånare i kommunen Acquin-Westbécourt
| Referens: INSEE |